# 名古屋大学大学院環境学研究科
名古屋大学大学院環境学研究科（なごやだいがくだいがくいんかんきょうがくけんきゅうか、英称：Nagoya University Graduate School of Environmental Studies）
は、名古屋大学大学院に設置される研究科の一つである。

## 概要
2001年に、理学、工学、人文社会科学の３領域が結集する文理融合型の研究科として設置された。
理学、工学、人文社会科学といった異なる専門分野を「持続性学」と「安心・安全学」の2つの理念で結び、新たな学理である「環境学」を構築することを理念とする。
専攻として地球環境学専攻、都市環境学専攻、社会環境学専攻の3専攻を置くほか、2つの附属センターを置く。
環境学研究科で取得することのできる学位は、多岐にわたる。取得可能な学位は専攻によって異なるが、全ての専攻で修士（環境学）または博士（環境学）を取得することができる。地球環境学専攻では修士（理学）および博士（理学）が取得可能である。都市環境学専攻では、修士（工学）、修士（建築学）および博士（工学）、博士（建築学）が取得可能である。社会環境学専攻では、修士（経済学）、修士（法学）、修士（社会学）、修士（地理学）および博士（経済学）、博士（法学）、博士（社会学）、博士（地理学）が取得可能である

## 組織

### 専攻
- 地球環境学専攻 
  - 地球惑星科学系
  - 大気水圏科学系
- 都市環境学専攻
  - 持続発展学系
  - 建築学系
- 社会環境学専攻

### 附属センター
- 地震火山研究センター
- 持続的共発展教育研究センター

## 沿革

### 研究科設立の経緯
1999年、松尾稔総長（当時）によって策定が進められていた「全学アカデミックプラン」において、文理連携型の研究科の設立が目指された。これを受けて、理学研究科、大気水圏科学研究所、太陽地球環境研究所、工学研究科、文学研究科、情報文化学部（いずれも当時の組織）が設立議論に参加し、2001年4月の研究科設置に向けて設立準備が行われた。
環境学研究科は、先述した各研究科・研究所から、一部の組織を移動させることによって発足した。
理学系からは、理学研究科から地球惑星理学専攻の全部、大気水圏科学研究所の約半数、太陽地球環境研究所と情報文化学部の一部が移動した。
工学系からは、工学研究科から建築学専攻の全部、土木工学専攻および地圏環境工学専攻の一部、および情報文化学部の実験化学系が移動した。
文系からは、文学研究科から心理学・社会学・地理学の3講座が移動するとともに、情報文化学部から法学系・経済学系・心理学系・社会学系・地理学系が移動した。

### 年表
- 2001年4月1日 - 環境学研究科設置[4]
- 2003年 - 環境総合館竣工[4]
- 2006年 - 交通・都市国際研究センター設置[4]
- 2010年 - 減災連携研究センター設置[4]
- 2012年 - 地震火山・防災研究センターが地震火山研究センターに改組[4]
- 2014年 - 持続的共発展教育研究センター設置[4]
- 2017年 - 社会環境学専攻心理学講座を情報学研究科心理・認知科学専攻に移動[4]
- 2018年 - 地球環境学専攻に生態学講座を設置[4]